# Yeni Garalar
Yeni Garalar est une communauté rurale de la région d'Agdam, en Azerbaïdjan. Elle compte 138 habitants en 2005.

## Histoire
En 1992-2020, Yeni Garalar était sous le contrôle des forces armées arméniennes. Le 20 novembre 2020, la région d'Agdam, y compris le village d'Yeni Garalar a été rétrocédée à l'Azerbaïdjan conformément aux termes de la Déclaration tripartite du 10 novembre 2020, signée par les présidents azerbaïdjanais et russe et le premier ministre arménien.